# Železniško postajališče Florjan
Železniško postajališče Florjan je eno izmed železniških postajališč v Sloveniji, ki oskrbuje bližnje naselje Skorno pri Šoštanju. Ime je dobilo po bližnjem naselju Florjan.